# Espagne au Concours Eurovision de la chanson 1981
L'Espagne a participé au Concours Eurovision de la chanson 1981 le 4 avril à Dublin, en Irlande. C'est la 21e participation espagnole au Concours Eurovision de la chanson.
Le pays est représenté par le chanteur Bacchelli et la chanson Y sólo tú (en), sélectionnés en interne par la TVE.

## Sélection interne
Le radiodiffuseur espagnol, la Televisión Española (TVE), choisit en interne l'artiste et la chanson représentant l'Espagne au Concours Eurovision de la chanson 1981.
| Artiste   | Chanson        | Langue   | Traduction       |
| --------- | -------------- | -------- | ---------------- |
| Bacchelli | Y sólo tú (en) | Espagnol | Et seulement toi |

Lors de cette sélection, c'est la chanson Y sólo tú, interprétée par Bacchelli, qui fut choisie. Le chef d'orchestre sélectionné pour l'Espagne à l'Eurovision 1981 est Juan Barcons. 

## À l'Eurovision

### Points attribués par l'Espagne
| 12 points | Allemagne   |
| 10 points | Grèce       |
| 8 points  | Royaume-Uni |
| 7 points  | Pays-Bas    |
| 6 points  | Autriche    |
| 5 points  | Irlande     |
| 4 points  | Suisse      |
| 3 points  | Danemark    |
| 2 points  | Finlande    |
| 1 point   | Luxembourg  |

### Points attribués à l'Espagne
| 12 points | 10 points           | 8 points             | 7 points | 6 points |
| --------- | ------------------- | -------------------- | -------- | -------- |
|           | - Norvège - Turquie |                      |          | - Israël |
| 5 points  | 4 points            | 3 points             | 2 points | 1 point  |
|           | - Pays-Bas          | - Irlande - Portugal | - Suisse |          |

Bacchelli interprète Y sólo tú en 10e position lors de la soirée du concours, suivant la France et précédant les Pays-Bas.
Au terme du vote final, l'Espagne termine 14e sur 20 pays participants, ayant reçu 38 points au total,.